# Lars Friis
Lars Friis (Feldborg, Dinamarca, 7 de mayo de 1976) es un entrenador de fútbol danés. Actualmente está sin club.

## Trayectoria

### Inicios
Nacido en Feldborg, Friis inició a jugar al fútbol en el club local, Feldborg-Haderup IF. Durante su etapa en las inferiores, fue conocido por su habilidad técnica y su dedicación, solía jugar como defensa central o centrocampista, a pesar de no ser especialmente rápido ni físicamente imponente.
Después de un año en una efterskole cercana, donde jugó para el Aulum IF, se unió al Ikast FS, compitiendo en los niveles juveniles más altos antes de terminar de formarse en el FC Midtjylland. Más tarde regresó a FHIF para comenzar su carrera senior, pero se vio obligado a retirarse a los 23 años debido a una lesión del ligamento cruzado.

### Etapa como asistente técnico
Friis comenzó su carrera como entrenador en 1999 en FC Midtjylland, donde trabajó hasta 2015, cuando también dejó el club poco después de la marcha del técnico Glen Riddersholm.Posteriormente, se convirtió en asistente de Riddersholm en el Aarhus. En la primavera de 2018, se incorporó al Brentford para trabajar durante más de un año como entrenador de desarrollo.En junio de 2019, regresó al equipo de Århus y se convirtió en colaborador de David Nielsen.

### Viborg
En enero de 2021, fue confirmado como entrenador del Viborg.En su primera temporada, ganó la temporada regular de la Primera División de Dinamarca y terminó ascendiendo a la Superliga. Durante la campaña 2021-22, culminó en el octavo lugar y resultó una de las mayores sorpresas de la máxima categoría danesa.

### Aalborg
En marzo de 2022, antes del inicio de la temporada de primavera, firmó un contrato con el Aalborg.Sin embargo, después de un mal comienzo de la temporada 2022-23, fue destituido de su cargo el 15 de septiembre.

### Sparta Praga
El 16 de diciembre de 2022, se convirtió en asistente técnico del Brian Priske en el Sparta Praga.El 12 de junio de 2024, quedó a cargo del primer equipo después de que Priske se marchara al Feyenoord. El 15 de mayo de 2025, un día después de una derrota en la final de la Copa de la República Checa contra Sigma Olomouc, fue despedido de su cargo luego de que el equipo ocupara el cuarto lugar de la tabla de la liga y llevara cuatro derrotas en forma consecutiva.

## Clubes

### Como asistente técnico
| Club           | País            | Año       |
| -------------- | --------------- | --------- |
| FC Midtjylland | Dinamarca       | 2013-2015 |
| Aarhus         | Dinamarca       | 2016-2017 |
| Aarhus         | Dinamarca       | 2019-2021 |
| Sparta Praga   | República Checa | 2022-2024 |

### Como entrenador
| Club         | País            | Año       |
| ------------ | --------------- | --------- |
| Viborg       | Dinamarca       | 2021-2022 |
| Aalborg      | Dinamarca       | 2022      |
| Sparta Praga | República Checa | 2024-2025 |